# Pietro Monaco (brigante)

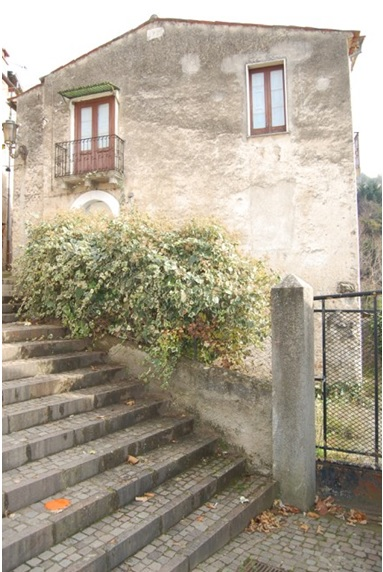
Casa natale del brigante Pietro Monaco a Macchia di Casali del Manco

Pietro Monaco (Macchia di Spezzano Piccolo, 2 giugno 1836 – Pedace, 24 dicembre 1863) è stato un brigante italiano della Pre-sila cosentina, figlio di Biagio e Francesca Caruso.

## La vita
Si arruolò nell'esercito borbonico e si dice abbia partecipato alla cattura e all'uccisione di Carlo Pisacane, Giovan Battista Falcone di Acri e altri patrioti. Sembra, inoltre, che si trovasse a Napoli quando Agesilao Milano, un calabrese di San Benedetto Ullano, durante una parata militare attentò alla vita di re Ferdinando II di Borbone.
Monaco si unì a Garibaldi probabilmente a Soveria Mannelli, forse nel campo di Agrifoglio, a circa 8 km dal paese, dove le truppe borboniche erano state richiamate con la promessa dell'amnistia ai disertori che si fossero presentati per fronteggiare l'avanzata di Garibaldi. Fu proprio qui, infatti, che Garibaldi diffuse il proclama della resa borbonica: "Dite al mondo che alla testa dei miei prodi calabresi feci abbassare le armi a diecimila soldati borbonici, comandati dal generale Ghio. Trasmettete in Napoli ed ovunque la lieta novella".  In realtà, invece di combattere Garibaldi, i soldati si erano aggregati a lui in seguito al tradimento del generale borbonico Ghio (che ebbe incarichi di governo a Napoli), ma soprattutto per le promesse di Garibaldi, fatte a Rogliano il 31 agosto 1860, di riconoscere gli antichi usi civici delle terre della Sila, di cui godevano le popolazioni presilane e cosentine, di eliminare la tassa sul macinato e di dimezzare il prezzo del sale.
Al seguito dei Mille, Monaco si distinse nella battaglia del Volturno e a Capua, tanto da essere promosso sottotenente sul campo di battaglia. Questa notizia ci è fornita da Alexandre Dumas. Sul giornale L'Indipendente, diretto dallo stesso Dumas, il 4 marzo del 1864 inizia a pubblicare un racconto di 7 puntate dedicato al brigante dal titolo "Pietro Monaco, sua moglie Maria Oliverio e i loro complici".
Ma tornato a casa, invece di trovare le terre da coltivare promesse da Garibaldi, fu di nuovo chiamato alle armi per completare quel servizio militare interrotto in seguito alla sua diserzione.
"...Era tornato a casa pieno di rancori e s'era impelagato nella lotta politica locale, fatta di contrasti tra clan disposti ad indossare tutte le casacche pur di arraffare potere nei paesi. Scivolato in una brutta storia di vendette e di offese, Pietro uccise un possidente di Serra Pedace e dovette darsi alla macchia..."  (da "La mala unità" di Salvatore Scarpino).
Secondo Dumas si diede alla macchia nella banda dell'imprendibile Domenico Straface (alias Palma) di Longobucco. In seguito creò una propria banda, formata da briganti dei paesi limitrofi, soprattutto di Serra Pedace.
Le sue prime azioni da brigante furono rivolte contro un'altra banda di briganti filoborbonica con a capo Leonardo Bonaro e agì al soldo, o al ricatto, di Pietro Fumel. Quest'ultimo fece arrestare la moglie Maria Oliverio e l'amante/cognata Teresa.
Dopo l'uccisione dell'amante Teresa da parte della moglie Maria, Monaco diventa un brigante che, pur non avendo alcun referente politico, colpì soprattutto esponenti filopiemontesi dei Casali intorno a Cosenza.
La banda arrivò a contare circa 40 elementi. I processi per i quali venne indicato come capobanda sono 38 parte consultabili nel fondo Corte d'Assise dell'Archivio di Stato di Cosenza e parte del Fondo Tribunali Militari Straordinari dell'Archivio Centrale dello Stato a Roma, altre informazioni sul conto di Pietro Monaco e sulla moglie Maria Oliverio, sono reperibili presso l'Archivio dello Stato Maggiore dell'Esercito.
La più conosciuta delle sue imprese è quella del sequestro di 9 persone di Acri (tra le quali il padre e il fratello di Giovan Battista Falcone eroe di Sapri), insieme al vescovo di Tropea, Filippo De Simone, due sacerdoti che lo accompagnavano e altri 4 giovani di famiglie nobili. Il sequestro avvenne il 31 agosto 1863.
Meno conosciuto, ma non meno importante, fu il sequestro a Santo Stefano di Rogliano, di Antonio Parisio e Achille Mazzei, personaggi vicini al Governatore di Cosenza, Donato Morelli.
Dopo il rapimento di Acri fu scatenata una caccia all'uomo che vide come protagonista Giuseppe Sirtori, già capo di Stato Maggiore del Mille e Presidente della Commissione Brigantaggio della Camera dei deputati. Sirtori fu nominato il 1º settembre del 1863 comandante della repressione in Calabria all'indomani dell'impresa del Monaco. Altri protagonisti della sua cattura furono Raffaele Falcone Comandante della Guardia Nazionale, Carmine Rosanova Comandante della Guardia Nazionale di Celico, il maresciallo Fumel e il capitano Dorna.
Monaco fu ucciso nella valle di Jumiciellu (un subaffluente del Crati, nel comune di Pedace), davanti alla casa dove si intratteneva con la moglie (probabilmente la sera del 24 dicembre 1863).
La moglie, Maria Oliverio, fu catturata nel febbraio successivo a Caccuri, con alcuni uomini della banda, dopo un cruento scontro a fuoco, in cui persero la vita due bersaglieri, uno squadrigliere del luogo (aggregato alle truppe piemontesi) e alcuni uomini della banda, tra cui il cugino di Pietro Monaco.
Processata a Catanzaro dal Tribunale di Guerra per la Provincia di Calabria Ultra 2/a, fu condannata a morte, unica brigantessa in Italia a cui fu comminata una pena simile, che venne però poi commutata con il carcere a vita nella fortezza di Fenestrelle, vicino a Torino. Morì dopo circa 15 anni.

La storia di Pietro Monaco e sua moglie Maria Oliverio ha ispirato il film "Brutta Cera"  diretto da Andrea Bonanno. Il giovane regista Calabrese ha voluto portare sul grande schermo la storia che ha sempre ascoltato nei vicoli di Macchia dove è cresciuto. Il progetto nato nel 2009 è stato portato al cinema il 14 ottobre 2019